# IC 2164
IC 2164 — галактика типу Sab (компактна витягнута галактика) у сузір'ї Столова Гора.
Цей об'єкт міститься в оригінальній редакції індексного каталогу.